# مصطفى كابي
مصطفى كابي (مواليد 8 أغسطس 2002) هو لاعب كرة قدم تركي يلعب في مركز الوسط في نادي ليل.

## روابط خارجية
- مصطفى كابي على موقع اتحاد تركيا (لاعب) (الإنجليزية)
- مصطفى كابي على موقع قاعدة بيانات كرة القدم.إي يو (الإنجليزية)
- مصطفى كابي على موقع ليكيب (الفرنسية)
- مصطفى كابي على موقع Soccerbase.com (لاعب) (الإنجليزية)
- مصطفى كابي على موقع Soccerway.com (الإنجليزية)
- مصطفى كابي على موقع عالم كرة القدم.نت (الإنجليزية)
- مصطفى كابي على موقع AS.com (الإسبانية)